# Росас-де-Пуерто-Реаль
Росас-де-Пуерто-Реаль (ісп. Rozas de Puerto Real) — муніципалітет в Іспанії, у складі автономної спільноти Мадрид. Населення — 446 осіб (2010).
Муніципалітет розташований на відстані близько 70 км на захід від Мадрида.
На території муніципалітету розташовані такі населені пункти: (дані про населення за 2010 рік)
- Ентрепінос: 77 осіб
- Росас-де-Пуерто-Реаль: 363 особи
- Ель-Ойо: 3 особи
- Інмакулада-і-Сан-Дамасо: 1 особа
- Вента-дель-Кохо: 2 особи

## Демографія
Динаміка населення (INE ):

## Галерея зображень

Росас-де-Пуерто-Реаль